# 597 Bandusia

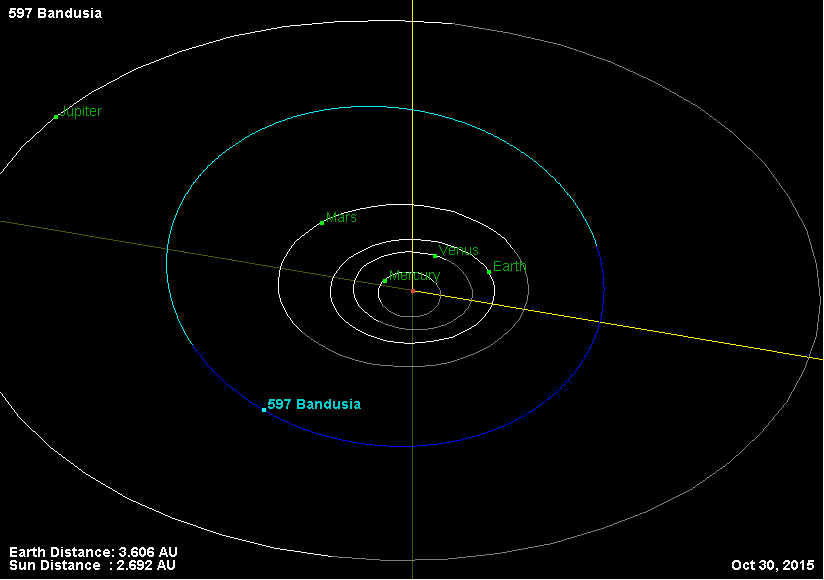
Órbita de 597 Bandusia.

Bandusia (asteróide 597) é um asteróide da cintura principal com um diâmetro de 36,06 quilómetros, a 2,2900752 UA. Possui uma excentricidade de 0,1433381 e um período orbital de 1 596,46 dias (4,37 anos).
Bandusia tem uma velocidade orbital média de 18,21682136 km/s e uma inclinação de 12,82195º.
Esse asteróide foi descoberto em 16 de Abril de 1906 por Max Wolf.